# Педро Армендарис
Педро Грегорио Армендарис Хастингс (на испански: Pedro Gregorio Armendáriz Hastings) е мексикански актьор, работил и в Съединените щати. 

## Биография
Той е роден на 9 май 1912 година в Мексико в семейството на мексиканец и американка и израства в Тексас. Завършва Калифорнийския политехнически щатски университет, след което се връща в Мексико.

### Кариера
От средата на 1930-те години се снима в киното и придобива международна известност с наградения със „Златна палма“ филм на Емилио Фернандес „Мария Канделария“ („María Candelaria“, 1944). По-късно работи успешно в Холивуд във филми като „Тримата кръстници“ („3 Godfathers“, 1948), „Форт Апачи“ („Fort Apache“, 1948) и „От Русия с любов“ („From Russia with Love“, 1963), превръщайки се в една от главните латиноамерикански кинозвезди в средата на XX век.

### Смърт
Педро Армендарис, тежко болен от рак, се самоубива на 18 юни 1963 година в Лос Анджелис.

## Избрана филмография
| Година | Филм                    | Оригинално заглавие        | Роля              | Режисьор         |
| ------ | ----------------------- | -------------------------- | ----------------- | ---------------- |
| 1944   | Мария Канделария        | María Candelaria           | Лоренсо Рафаел    | Емилио Фернандес |
| 1948   | Форт Апачи              | Fort Apache                | Сержант Бофорт    | Джон Форд        |
| 1948   | 3 Кръстника             | 3 Godfathers               | Педро Рока Фуерте | Джон Форд        |
| 1948   | 3 Кръстника             | 3 Godfathers               | Педро Рока Фуерте | Джон Форд        |
| 1949   | Необичана               | La malquerida              | Естебан           | Емилио Фернандес |
| 1959   | Нашият всекидневен глад | Hambre nuestra de cada día | Макарио Фернандес | Рохелио Гонсалес |
| 1959   | Отвъд всички граници    | Flor de mayo               | Пепе Гамбоа       | Роберто Гавалдон |
| 1963   | От Русия с любов        | From Russia with Love      | Али Керим Бей     | Терънс Йънг      |